# Антоніо Лопес-Істуріс Вайт
Антоніо Лопес-Істуріс Вайт (ісп. Antonio López-Istúriz White; нар. 1 квітня 1970, Памплона) — іспанський політик, депутат Європейського парламенту з 2004 року від Народної партії, генеральний секретар Європейської народної партії, а також член виконавчого комітету іспанської Народної партії, виконавчий секретар Центристського демократичного інтернаціоналу та секретар-скарбник Центру європейських досліджень (мозкового центру Європейської народної партії).

## Перші роки та освіта
Народився в Памплоні, Наварра. Батько — іспанець, мати — американка. Бувши ще дитиною, його родина переїхала до Пальма-де-Майорки, Балеарські острови, де вони досі живуть.
У юності він вирушив до Мадриду, щоб вивчати право в CEU San Pablo University, де він також здобув ступінь у галузі економічних досліджень.
Крім іспанської, володіє англійською (мовою своєї матері), французькою та італійською.

## Політична кар'єра
Під час навчання він почав цікавитись політикою, ставши членом Nuevas Generaciones (Нові покоління), молодіжної організації Народної партії.
З 1996 до 1997 року працював координатором секції освіти та культури Народної партії в автономному співтоваристві Мадрид.
1997 року переїхав до Брюсселя, щоб працювати помічником делегації Народної партії в Європейському парламенті до 1999 року, коли його призначив тодішній голова іспанського уряду Хосе Марія Аснар його особистим помічником, завдяки чому він залишався в Мадриді протягом майже чотирьох років.
2002 року він повернувся до Брюсселя як генеральний секретар Європейського народної партії, замінивши свого однопартійця і колишнього помічника Аснара — Алехандро Аґаґа.

## Особисте життя
Одружений, має трьох доньок.